# Weekly Shōnen Sunday
Weekly Shōnen Sunday (яп. 週刊少年サンデー, Shūkan Shōnen Sandē) — щотижневий журнал сьонен-манґи, що випускається в Японії видавництвом Shogakukan з березня 1959 року. Всупереч назві, недільні випуски Weekly Shōnen Sunday виходять по середах. Тираж Weekly Shōnen Sunday з 1986 року перевищив 1,8 мільярда примірників, що робить його четвертим найпродаванішим манґа-журналом, поступаючись лише Weekly Shōnen Jump, Weekly Shōnen Magazine та Weekly Young Jump.

## Історія
Weekly Shōnen Sunday був вперше опублікований 17 березня 1959 року як відповідь своєму конкуренту Weekly Shōnen Magazine. На обкладинці дебютного випуску був Шігео Наґасіма, зірковий гравець Yomiuri Giants, а також вітальна стаття Ісоко Хатано, відомого дитячого психолога.
Незважаючи на свою назву, Weekly Shōnen Sunday виходить по середах. «Sunday» (укр. «Неділя») було додано до назви першим редактором Кіічі Тойодою, який хотів, щоб журнал нагадував про спокійні вихідні.
Характерний «вказівний палець» Weekly Shōnen Sunday який з’являється в нижньому куті кожної сторінки ліворуч, дебютував у номері 4/5 за 1969 рік. Ця скромна деталь, завжди присутня, але легко непомітна, була згадана як сюжетний елемент у манзі 20th Century Boys. Більш помітний маскот журналу у вигляді риби в шоломі вперше з'явився у 1980-х роках.
До 1990-х і 2000-х років жоден серіал у Weekly Shōnen Sunday не перевищував 40 томів, але це почало змінюватися з такими серіями, як Detective Conan, Major, Inuyasha, Karakuri Circus, Kenichi: The Mightiest Disciple, Hayate the Combat Butler, Zettai Karen Children і Be Blues!, які зберегла свій високий рівень популярності.
У рідкісному випадку через близькість дат заснування двох журналів Weekly Shōnen Sunday і Weekly Shōnen Magazine випустили спеціальний об'єднаний випуск 19 березня 2008 року. Крім того, на наступний рік у рамках святкування були заплановані інші пам’ятні заходи, продажі товарів і кросовери манги. Книга Shonen Sunday 1983 була опублікована 15 липня 2009 року на честь ювілею та розквіту журналу. Вона передруковує мангу 1983 року, зокрема Urusei Yatsura та Touch, і містить інтерв’ю з їхніми авторами, а також художниками, які надихалися мангами того періоду, наприклад Гошьо Аояма.
Щоб відсвяткувати 55-ту річницю Weekly Shōnen Sunday, 55 нових серій манґи були запущені в друкованих та онлайн журналах Weekly Shōnen Sunday, Shōnen Sunday S, Ura Sunday та Club Sunday протягом року, починаючи з березня 2014 року.

## Міжнародні версії
Elex Media Komputindo публікували індонезійську версію Weekly Shōnen Sunday під назвою Shōnen Star з 2005 по 2013 рік.
Viz Media започаткували імпринт Shonen Sunday для випуску манги у Північній Америці; починаючи з Rin-ne Руміко Такахаші, який вперше вийшов 20 жовтня 2009 року.

## Подальше читання
- 週刊少年サンデー特集、新編集長・市原武法インタビュー [Weekly Shōnen Sunday Special Feature: Interview with New Editor-in-Chief Takenori Ichihara]. Natalie (яп.). 19 серпня 2015. Архів оригіналу за 21 липня 2019.
- 週刊少年サンデー特集 編集長・市原武法インタビュー [Special Feature: Interview with Takenori Ichihara, Editor-in-Chief of Weekly Shōnen Sunday]. Natalie (яп.). 16 жовтня 2020. Архів оригіналу за 18 жовтня 2020.